# Кобяки
Кобяки́ (рос. Кобяки) — село у складі Нижньоломовського району Пензенської області, Росія.
Населення — 17 осіб (2010; 42 у 2002).
Національний склад станом на 2002 рік:
- росіяни — 100 %